# Parohia St. John the Baptist, Louisiana
Parohia St. John the Baptist (în engleză Saint John the Baptist Parish) este o parohie (echivalent al unui comitat) din statul Louisiana, Statele Unite ale Americii.

## Comitate adiacente
- Tangipahoa Parish (nord)
- St. Charles Parish (sud-est)
- Lafourche Parish (sud)
- St. James Parish (vest)
- Ascension Parish (nord-vest)
- Livingston Parish (nord-vest)

## Autostrăzi majore
- Interstate 10
- Interstate 55
- U.S. Highway 51
- U.S. Highway 61
- Louisiana Highway 18
- Louisiana Highway 44
- Louisiana Highway 3127
- Louisiana Highway 3188
- Louisiana Highway 3213

## Demografie
|  | Graficele sunt indisponibile din cauza unor probleme tehnice. Mai multe informații se găsesc la Phabricator și la wiki-ul MediaWiki. |

Date: Wikidata - grafică realizată de Wikipedia

Format:Parohia St. John the Baptist, Louisiana